# Cyathophorum africanum
Cyathophorum africanum är en bladmossart som beskrevs av Hugh Neville Dixon 1918. Cyathophorum africanum ingår i släktet Cyathophorum och familjen Hookeriaceae. Inga underarter finns listade i Catalogue of Life.